# Tomáš Nidetzký
Tomáš Nidetzký (* 29. března 1970) je český ekonom, v letech 2016 až 2022 člen bankovní rady České národní banky (z toho v letech 2018 až 2022 jako viceguvernér).

## Život
Vystudoval Fakultu informatiky a statistiky Vysoké školy ekonomické v Praze (získal titul Ing.). Absolvoval také placený několikatýdenní kurz na Oklahoma City University v USA.
Profesní kariéru zahájil ve Středisku cenných papírů, od roku 1995 byl asistentem vrchního ředitele finančního úseku Komerční banky. V roce 1997 nastoupil do České spořitelny, kde do roku 1999 pracoval jako ředitel úseku strategického plánování a řízení finanční skupiny. V roce 1999 byl jmenován předsedou představenstva a generálním ředitelem Penzijního fondu České spořitelny. Od roku 2000 pak řídil z pozice předsedy představenstva a generálního ředitele Pojišťovnu České spořitelny.
Od roku 2003 byl členem výkonné rady a generálním ředitelem pro retailové finanční služby ING v České a Slovenské republice. V letech 2004 až 2010 pracoval na pozici místopředsedy představenstva a 1. náměstka generálního ředitele Stavební spořitelny České spořitelny. V období let 2011 až 2013 byl ředitelem odboru interní distribuce v ČSOB Pojišťovně. Od roku 2013 je generálním ředitelem obchodu a členem představenstva NN Penzijní společnosti pro ČR, stejně tak jednatelem společnosti NN Finance. V letech 1999 až 2004 se angažoval jako člen prezidia Asociace penzijních fondů České republiky a České asociace pojišťoven.
Dne 17. května 2016 jej prezident Miloš Zeman jmenoval s účinností od 1. července téhož roku členem bankovní rady České národní banky. Od 1. prosince 2018 se pak stal viceguvernérem České národní banky. Posty člena a viceguvernéra ČNB zastával do konce června 2022.
V dětství se věnoval své oblíbené činnosti, sběru céček.
Dne 27. 2. 2023 přinesly Hospodářské noviny informaci, že se má stát novým předsedou představenstva a generálním ředitelem Národní rozvojové banky (NRB).  Tato informace byla potvrzena 22. 3. 2023, kdy jej dozorčí rada NRB jmenovala novým členem představenstva banky, a to s účinností od 1. 5. 2023. Zároveň ke 30. 4. 2023 odvolala současného předsedu představenstva banky Jiřího Jiráska.